# 蘇州二公差
《蘇州二公差》，又名《流氓太子》，是1999年唐人影视制作的古装电视剧。吕颂贤、蒋勤勤、陈国邦、王渝文、何宝生、金士杰、尹天照、陈海恒主演。台灣由三立都會台首播。

## 演员表
- 吕颂贤 饰 柳生
- 蒋勤勤 饰 段玉
- 陈国邦 饰 柳进财
- 王渝文 饰 庞元淑
- 何宝生 饰 庞元旦
- 何贵林 饰 柳景
- 黄达亮 饰 庞太师
- 阎青妤 饰 凤姐
- 金士杰 饰 皇帝（宋真宗）
- 陈海恒 饰 庞元旦妻
- 沈晓海 饰 杨文轩
- 尹天照 饰 何天禄